# Guldmantlad sisel
Guldmantlad sisel (Callospermophilus lateralis) är en art i släktet sislar som tillhör ekorrfamiljen.

## Underarter
Följande underarter är listade:
- C. lateralis arizonensis (V. Bailey, 1913)
- C. lateralis bernardinus (Merriam, 1898)
- C. lateralis castanurus (Merriam, 1890)
- C. lateralis certus (Goldman, 1921)
- C. lateralis chrysodeirus (Merriam, 1890)
- C. lateralis cinerascens (Merriam, 1890)
- C. lateralis connectens (A. H. Howell, 1931)
- C. lateralis lateralis (Say, 1823)
- C. lateralis mitratus (A. H. Howell, 1931)
- C. lateralis tescorum (Hollister, 1911)
- C. lateralis trepidus (Taylor, 1910)
- C. lateralis trinitatus (Merriam, 1901)
- C. lateralis wortmani (J. A. Allen, 1895)

## Beskrivning
Artens färgsättning skiljer den från andra ekorrar i Nordamerika. Huvudet och skuldrorna har gyllenröd päls, medan resten av ovansidan är grå, orange eller brunaktig. Längs varje kroppssida löper en vit strimma, omgiven av svart på bägge sidor. Den liknar på så sätt jordekorrar, men till skillnad från dem når strimman inte huvudet. Den guldmantlade siseln har dessutom en vit ring kring ögat, vilket jordekorrar inte heller har. Längden varierar mellan 23 och 30 cm, och vikten mellan 120 och 395 g.

## Ekologi
Den guldmantlade siseln lever i habitat som blandad barrskog, buskiga skogsbryn, alpina ängar, klippiga rasbranter och dvärgeksbuskage (chaparral). Den är vanlig nära campingplatser i skogen, där den lever på vad besökarna lämnar kvar eller utfodrar den med. Arten är en höglandsart som främst förekommer på höjder mellan 1 200 och drygt 3 900 m.
I Bryce Canyon nationalpark i Utah förekommer den tillsammans med jordekorren Tamias umbrinus och siseln Spermophilus variegatus.

### Föda och predation
Arten är allätare och tar svamp, blad, blommor, frukter, rötter, insekter, fågelägg och -ungar, smådäggdjur och as. Djuret håller vinterdvala från sensommaren till tidig vår och äter därför upp sig under sommaren. Det händer att den lägger upp underjordiska förråd med föda, som den transporterar i sina kindpåsar.
Artens naturliga fiender är hökar, prärievargar, lodjur, skunkar, vesslor björnar, rävar och ormar.

### Fortplantning
Arten gräver ut bon som kläs med gräs, bark eller löv. De är placerade på tämligen grunt djup men kan bli upp till 30 meter vida. Ingången placeras vanligen under en sten, stock eller något annat större objekt på markytan.
Efter det hanarna kommit ut ur vinteridet kämpar de med varandra över honorna. En hane parar sig i regel med de honor som finns inom hans revir, som överlappar flera honrevir. Honan föder under maj till början av september, efter mellan 26 och 33 dagars dräktighet 2 till 8 (vanligen 4 till 6) ungar. Ungarna diar modern i ungefär en månad. De blir könsmogna under första levnadsåret.

## Utbredning
Den guldmantlade siseln finns i västra Nordamerika från British Columbia och västra Alberta i Kanada genom västra USA till Kalifornien, Arizona och New Mexico.

## Status
Arten är klassificerad som livskraftig ("LC") av IUCN, populationen är stabil och inga hot är registrerade.